# Szevero-Jenyiszejszkij
Szevero-jenyiszejszkij (oroszul: Северо-Енисейский) városi jellegű település Oroszország ázsiai részén, a Krasznojarszki határterületen, a Szevero-jenyiszejszkiji járás székhelye.
Népessége: 6950 fő (a 2010. évi népszámláláskor).

## Elhelyezkedése
Krasznojarszktól kb. 600 km-re északra, a Jenyiszej-hegyvonulat keleti nyúlványain, Jenyiszejszktől északkeletre helyezkedik el. A régió főútja a Jenyiszej bal partján vezet, a település eléréséhez előbb át kell kelni a Jenyiszejen. Híd nincs, de nyáron Jenyiszejszknél komp közlekedik. A jobb parton fekvő Jepisino falutól a tajgán át 300 km hosszú földút visz Szevero-jenyiszejszkijbe. Télen a teherszállítás a folyó(k) jegén és a fagyott talajon kialakított ideiglenes utakon zajlik. Ezen kívül a kisebb gépek fogadására alkalmas repülőtér biztosítja a kapcsolatot a fontosabb településekkel és Krasznojarszkkal.

## Története
A járás aranybányászata kiemelkedő jelentőségű, történelme a 19. század óta összefonódott az arannyal. Először 1839-ben kezdtek bányászni aranyat a Jenyiszej vidékén, és az 1860-as években már több száz kis bányatelep létezett. 
A járás területén 1883-ban kezdtek aranyércet bányászni. 1906-ban egy bizonyos Avenyir Vlaszov engedélyt szerzett, hogy a mai település helyén kezdje meg a kitermelést.   
Az arany kinyerésére kis üzemet is épített. A bánya és üzeme sikeresen működött, körülötte alakult ki a település, mely a környék ércbányászatának központja lett. 
Az Avenyiri bányát 1919-ben köztulajdonba vették és a többi államosított aranykitermelő teleppel együtt 1920-ban központi irányítás alá helyezték. 1922. decembertől Szovjet bánya („Szovjetszkij rudnyik”) néven működött tovább, a települést pedig elnevezték Szovrudnyiknak. 1928. januártól hivatalosan Szevero-jenyiszejszkij munkástelepülésnek nevezték. 1932-ben lett az akkor létrehozott járás székhelye. A helységben 1936-ban szállt le először repülőgép. A helyi repülőteret csak a háború utáni évtizedben létesítették, később beton kifutópályával látták el. 
A település és az aranybányászat energiaellátására a közeli Jerasimo folyón kisebb vízerőművet létesítettek. 1955-ben kezdték építeni kényszermunkásokkal, de csak 1961-ben helyezték üzembe. Napjainkban is működik, bár a járás főként a központi ellátórendszerből kapja a villamosenergiát.
Az 1960-as években a bányát korszerűsítették, a termelést tovább növelték, új bányát is nyitottak, és a települést elérte a nagyfeszültségű távvezeték. Az 1990-es évek válsága Szevero-jenyiszejszkijt és az aranybányászatot is súlyosan érintette, ráadásul a bányászott érc aranytartalma nagyon alacsony volt. Végül 1997 decemberében a „Szovjetszkij” bányát bezárták és elárasztották.

## 21. század
A járás és a járási székhely gazdasági alapja napjainkban is az aranybányászat. A településtől 57 km-re délnyugatra található Oroszország egyik legjelentősebb aranyérc-lelőhelye (Олимпиадинское месторождение). A bányát (vagy bányákat) külszíni fejtéssel művelik, az arany kinyerése a helyben létesített kombinátban történik. A termelést végző cég, a Poljusz Zrt egyik központja Szevero-jenyiszejszkijben van.

2007-ben az aranybányászat történetét bemutató múzeumot nyitottak a településen.